# たけ団地
『たけ団地』（たけだんち）は、RKB毎日放送で2008年9月6日から2010年3月27日まで毎週土曜日に放送されていたテレビ番組（番宣番組）。

## 概要
架空の団地である「たけ団地」の1部屋の中で繰り広げられる住人2人による会話というミニドラマ仕立てで、RKBで放送されるテレビ番組を紹介する。番組タイトルは、登場人物の名前から「武田の家（たけだんち）」にかけてある。
2008年9月6日に放送開始。前身は、川添麻美アナウンサーが担当し毎深夜に放送されていた番組『川添学園マミーゴ先生』であったが、この番組から週末の夕方1回だけの放送に変わっている。その代わり、『テレビご自由年。+rkb』に代わる番宣『デジももタイムス』の放送回数が充実しており、ほとんどは武田が担当している。

## 登場人物
武田早絵アナウンサー
ここではたけ団地に住むOLという設定。こけてぃっしゅさんとは仲良くやっているが、少し振り回され気味である。住んでいる部屋のセットは畳敷きで、ソファとちゃぶ台が置いてある。棚には関根勤の似顔絵が飾ってあり、番組の最後にはことさらに強調されるように大写しになる。こけてぃっしゅさんからは「あなた」または「あーた」と呼ばれている。
こけてぃっしゅさん
武田の隣の部屋に住む女性。和服姿で、頭からティッシュを出したこけしという姿をしたパペットである。パペットであることは本人も自覚しており、武田にも自然に受け入れられている。事情通で、特にテレビ番組とアイドルについての造詣が深い。武田の部屋には壁に開けた穴から勝手に出入りしている。武田からは「こけさん」と呼ばれている。

## 番組の構成
オープニング
団地の棟を正面から撮った実写映像の上に、タイトル「たけ団地」がスーパーインポーズされる。第2回放送以降は、メインタイトルにその回の内容に応じて「…へGo!（「温泉へGo!」より）」、「…は鬼ばかり（「渡る世間は鬼ばかり」より）」といったサブタイトルが小さく付け加えられている。BGMはJonna Leeの「I Wrote This Song」。
導入部
その日に紹介される番組に関連を持たせた内容の会話が、登場人物2人の間で展開される。ミニドラマ部分の収録は、基本的に全て武田の部屋のセットのみで行われている。冒頭には「福岡の某団地に住むOL、武田早絵と団地の事情通、こけてぃっしゅさん。きょうもテレビをサカナにまったりトーク…」というスーパーが入る。
番組CM
導入部の会話を受けて番組CMが流される。番組だけでなく、番組出演者の最新出演映画のCMが付け加えられることもある。
たけ団地住民インタビュー
本番組を特徴づけているコーナー。その週に団地に引っ越してきた住人という設定で、毎週1人ずつのアーティストがTBS系列の番組の中から自身のおすすめ番組を紹介し、多くの場合その番組の宣伝が流される。コーナーの最初には短時間、そのアーティストのPVが挿入される。登場するアーティストは同じRKBが制作している音楽番組「チャートバスターズR!」の出演者で、本コーナーのインタビューも同番組のセットで収録されている。
エンディング
登場人物2人の会話に戻る。第1回放送から第4回放送までは、次のような定型パターンで終わっていた。
それまでの流れとはほとんど関係なく、2人の翌日の予定の話になるが、翌日には「ももち浜デジ代」のイベントがあり、午前5時起床もしくは開始であることをこけてぃっしゅさんが思い出す。それに対して武田が「5時いー？聞いてませんよ！」と訴えると、こけてぃっしゅさんが「言ってないしー」と返す。
ももち浜デジ代
エンディングの会話中に登場する架空のアイドル。こけてぃっしゅさんの発言によると「（福岡市）早良区のご当地アイドル」。本番組の翌日、つまり毎週日曜日の早朝にはほとんど必ずと言っていいほどイベントが入っている。名前はRKB本社社屋がある福岡市早良区百道浜と、現在テレビ局各社で推進中のデジタル放送とからとられている。「RKBのデジタル放送をPRするご当地アイドル。こけてぃっしゅさん以外だれもその姿を見たものがいないので存在が疑われている。」というスーパーが入る。
なお、2009年1月31日分では、翌日に別府大分毎日マラソンが開催されたことから、その宣伝を兼ねてこけてぃっしゅさんがマラソンに出場するという設定でのコントで終わった。また、デジタル放送における左右のパネル部にも、マラソン中継の宣伝文句が躍っていた。

## 放送リスト
（放送回数、放送日、サブタイトル、住民インタビュー登場アーティストの順）
- 第1回（2008年9月6日）「（サブタイトルなし）」アンジェラ・アキ
- 第2回（9月13日）「たけ団地へGO！の巻」森山直太朗
- 第3回（9月20日）「たけ団地は鬼ばかりの巻」横山剣
- 第4回（9月27日）「たけ団地を鳴らすのはあなたの巻」常田真太郎
- 第5回（10月4日）「夢にときめけ！明日にきらめけ！の巻」THE BACK HORN
- 第6回（10月11日）「血の月曜日の巻」つじあやの
- 第7回（10月18日）「スキャンダラスな腹筋が欲しいの巻」CHAGE
- 第8回（10月25日）「ハロウィンって何？の巻」及川光博
- 第9回（11月1日）「こけ 肖像画になるの巻」泉谷しげる
- 第10回（11月8日）「81マスにダイブの巻」古内東子
- 第11回（11月15日）「こけさんSCANDAL？の巻」Skoop On Somebody
- 第12回（11月22日）「こけ、手話を学ぶの巻」宮本笑里
- 第13回（11月29日）「こけのアイドル歌謡口座の巻」森山達也（THE MODS）
- 第14回（12月6日）「こけ、みかんを甘くするの巻」池森秀一
- 第15回（12月13日）「たけ団地の車窓から」風味堂
- 第16回（12月20日）「思い出の最終回の巻」DEPAPEPE
- 第17回（12月27日）「武田 女優デビューの真相を探るの巻」森山達也その2
- 第18回（2009年1月10日）「こけの正月を振り返るの巻」KREVA
- 第19回（1月17日）「武田 旅行パンフで妄想の巻」KREVAその2
- 第20回（1月24日）「焦げてぃっしゅさんの巻」GO!GO!7188
- 第21回（1月31日）「こけ、バブルを懐かしむの巻」増子直純（怒髪天）
- 第22回（2月7日）「こけ、篤姫とラブラブの巻」（住民インタビューなし）
- 第23回（2月14日）「武田、手作りチョコで中毒の巻」土屋公平
- 第24回（2月21日）「武田、貴子と比較されるの巻」ストレイテナー
- 第25回（2月28日）「たけこけ、漫才に挑戦の巻」谷中敦・川上つよし（東京スカパラダイスオーケストラ）
- 第26回（3月7日）「こけ「おくりびと」に興味を持つの巻」サンプラザ中野くん
- 第27回（3月14日）「こけ、aikoに夢中の巻」福原美穂
- 第28回（3月21日）「こけ、新宿から中華そば出前の巻」酒井雄二・安岡優（ゴスペラーズ）
- 第29回（3月28日）「大家族は大変だの巻」酒井雄二・安岡優（ゴスペラーズ）その2
- 第30回（4月4日）「こけ、花見を熱望の巻」ジュンジュン・田中れいな・リンリン（モーニング娘。）
- 第31回（4月11日）「ゴッドハンド早絵の巻」TOKYO No.1 SOUL SET
- 第32回（4月18日）「こけ子の部屋の巻」ホフディラン
- 第33回（4月25日）「たけ団地緊急会議の巻」マボロシ
- 第34回（5月2日）「ソーセージ騒動の巻」バンバンバザール
- 第35回（5月9日）「GWはネットオークションざんまいの巻」安藤裕子
- 第36回（5月16日）「武田、non-noデビューの巻[6]」大江裕
- 第37回（5月23日）「こけの頭の中身とは？の巻」大江裕その2
- 第38回（5月30日）「お化粧は右側が大事の巻」BONNIE PINK
- 第39回（6月6日）「こけたけ、宴会芸を練習の巻」スキマスイッチ
- 第40回（6月13日）「オヤジしりとりで脳活性化の巻」阿部真央
- 第41回（6月20日）「たけ団地からお詫びの巻」木村カエラ
- 第42回（6月27日）「たけ団地、アニメ化!?の巻」小嶋陽菜・高橋みなみ・宮崎美穂（AKB48）
- 第43回（7月4日）「こけ、頭がキーンとなるの巻」RIP SLYME
- 第44回（7月11日）「武田、山笠中継に参加の巻」シド (バンド)
- 第45回（7月18日）「ハヤシライスといえば…の巻」SONOMI (歌手)
- 第46回（8月1日）「こけ、レジャー準備の巻」山口智充
- 第47回（8月8日）「たけこけコンビ解消!?の巻」山口智充その2
- 第48回（8月15日）「こけ、地球に生まれてヨカッター！の巻」KREVA（2回目）
- 第49回（8月29日）「こけ、エステ帰りの巻」真心ブラザーズ
- 第50回（9月5日）「ぬるっと一周年の巻」真心ブラザーズその2
- 第51回（9月12日）「こけ、アリを飼うの巻」RHYMESTER
- 第52回（9月19日）「こけ、アリをガン見その2の巻」ゆず (音楽グループ)
- 第53回（9月26日）「こけ、香里奈推しの巻」つじあやの（2回目）
- 第54回（10月3日）「こけの悩み相談室の巻」スネオヘアー
- 第55回（10月10日）「こけ、1990年を振り返るの巻」浅田美代子
- 第56回（10月17日）「こけの友人とセッションの巻」近藤研二（栗コーダーカルテット）
- 第57回（10月24日）「こけ、金の熊を買うの巻」浅田美代子その2
- 第58回（10月31日）「タイムマシーンにお願いの巻」竹内力（RIKI名義で出演）
- 第59回（11月7日）「ロミオとロミ男の巻」村上てつや・北山陽一（ゴスペラーズ）
- 第60回（11月14日）「世界滅亡まであと何日？の巻」村上てつや・北山陽一（ゴスペラーズ）その2
- 第61回（11月21日）「たまにはこけも甘えたいの巻」ROY（THE BAWDIES）
- 第62回（11月28日）「こけ、ボクシングに開眼の巻」吉川晃司
- 第63回（12月5日）「初任給の使いみちは…の巻」吉川晃司その2
- 第64回（12月12日）「深夜食堂に行きたいの巻」吉川晃司その3
- 第65回（12月19日）「セイラの最終回は…の巻」ベッキー♪♯
- 第66回（12月26日）「今年のニュースを振り返るの巻」鮎川誠・シーナ（シーナ&ザ・ロケッツ）
- 第67回（12月31日）「たけ団地の大みそかの巻」（9分スペシャル）住民インタビューは11月28日分を再放送
- 第68回（2010年1月2日）「イントロデューシングたけ団地の巻」（9分スペシャル）住民インタビューは2009年の総集編を放送
- 第69回（1月9日）「こけ、DSに夢中の巻」鮎川誠・シーナ（シーナ&ザ・ロケッツ）その2
- 第70回（1月16日）「こけ、法に訴える？の巻」THE MODS
- 第71回（1月23日）「こけ、サイドスローの名手を悼む」THE MODSその2
- 第72回（1月30日）「こけ、オーロラ談義の巻」my
- 第73回（2月6日）「こけ、ダイヤル早回し修業の巻」甲斐名都
- 第74回（2月13日）「明日はバレンタインの巻」たむらぱん
- 第75回（2月20日）「バレンタインの戦果は…の巻」ストレイテナー（2回目）
- 第76回（2月27日）「こけ引っ越し？の巻」久保田利伸
- 第77回（3月6日）「アイドル研究家に聞くの巻」久保田利伸その2
- 第78回（3月13日）「お米マエストロの巻」谷中敦・川上つよし（東京スカパラダイスオーケストラ）（2回目）
- 第79回（3月20日）「最終回マニアックスの巻」亀井絵里・田中れいな（モーニング娘。）（田中れいなは2回目）
- 第80回（3月27日）「改変の波を乗り切るにはの巻」秦基博

## その他
- こけてぃっしゅさんとして使用されている人形は、『チャートバスターズR!』のマスコットキャラクターである“こけてぃっしゅ隊員”と同じものである[7]。原則的に台詞の無いこけてぃっしゅ隊員に対し、本番組のこけてぃっしゅさんは饒舌で、変調された声があてられているが、番組内でクレジットタイトルが表示されないため声を当てているのが誰かは不明である。ただし、服部義夫アナウンサーがRKBホームページ中の自身のブログに「（たけ団地に）私もチョコット出ています。よーく見ないと気づきません。」と書いていることから、こけてぃっしゅさんの声を当てているのが服部アナである可能性が指摘されている[8]。
- 第6回放送の導入部のミニドラマ部分において、動画ではなく静止画を会話に合わせて数秒間ずつ表示する（音声は通常通り）という異例の手法が取られた。スーパーインポーズされたももピッ!の動き（下の方から挿入される）や、こけてぃっしゅさんのセリフ等から、ボラギノールのCMを意識しているのが明白であるが、何故このようなスタイルが取られたのかは不明である。
- 第10回放送で、武田とこけてぃっしゅさんが将棋を指しながら会話が展開されたが、この時、こけてぃっしゅさんは「81マスの将棋盤に潜るわよー」と発言した。これは明らかに「ハチワンダイバー」からの引用であり、武田に「それは他局のドラマです」という指摘を受けた。
- 第11回放送で、「先日の結婚式では出会いはあったか」という問いに対して、こけてぃっしゅさんは「ガラガラ声の素敵な殿方」と出会ったと報告、画面上方にスーパーインポーズでニャンちゅうらしきシルエットが浮かび、前週にひきつづき武田に「それは他局です」と指摘を受けた。
- 第40回放送で「同日夜に放送分の『MR.BRAIN』で犯人役を演じた俳優を葉書に書いて応募する」というプレゼントクイズが出されたものの、犯人が判明するのは次週に持ち越され、企画が成立しなかったため、第41回放送で謝罪があった。
- 第45回放送のエンディングにおいて、番組放送1周年を記念して、自宅への出張収録に協力してくれる視聴者（団地住まい限定）の募集が行われたが、応募数が0であったことが第50回放送で明らかにされた。
- 第50回放送の導入部のミニドラマ部分は「アニメ」で製作された。ただし、動くのは登場人物2人の口だけであった。
- 第56回放送では導入部から近藤研二が登場し、原則的に別撮りである住民インタビューが団地内で行われた初めてのケースとなった。